# Mordellistena bicinctella
Mordellistena bicinctella är en skalbaggsart som beskrevs av Leconte 1862. Mordellistena bicinctella ingår i släktet Mordellistena och familjen tornbaggar. Inga underarter finns listade i Catalogue of Life.